# Совдозеро (озеро, Пряжинский район)
Совдозеро — пресноводное озеро на территории Эссойльского сельского поселения Пряжинского района Республики Карелии.

## Общие сведения
Площадь озера — 0,99 км², площадь водосборного бассейна — 34,6 км², располагается на высоте 114,5 метров над уровнем моря.
Котловина ледникового происхождения.
Берега озера каменисто-песчаные, местами заболоченные.
С юго-восточной стороны озера вытекает река Соуда, впадающая в Лакшозеро, которое протокой соединяется с Сямозером, из которого берёт начало река Сяпся, впадающая в Вагатозеро. Через последнее протекает река Шуя.
С северо-запада в Совдозеро впадает река Совдоя, несущая воды Лангозера и Кивасозера.
Средняя амплитуда колебания уровня составляет 1,0 м.
Рыба: щука, плотва, лещ, окунь, налим, ёрш.
Населённые пункты вблизи водоёма отсутствуют.
Код объекта в государственном водном реестре — 01040100111102000017143.